# Anopheles vargasi
Anopheles vargasi är en tvåvingeart som beskrevs av Gabaldon, Garcia och Lopez 1941. Anopheles vargasi ingår i släktet Anopheles och familjen stickmyggor.
Artens utbredningsområde är Venezuela. Inga underarter finns listade i Catalogue of Life.